# 陸軍経理学校
陸軍経理学校（りくぐんけいりがっこう、英語: Imperial Japanese Army Accounting School, Military Intendance School等）は日本陸軍の軍学校のひとつである。主として陸軍における経理を担当する軍人（経理官）の養成教育、あるいは経理官への上級教育を行った。そのほか陸軍経理に関する調査と研究、図書の出版も行った。陸軍経理とは会計だけに限らず、監査、被服、糧秣、建築も職務に含まれる。1886年（明治19年）8月に設立された陸軍軍吏学舎を前身とし、1890年（明治23年）11月に陸軍経理学校が開校された。
教育の対象者と教育内容は開校以来何度となく変遷し多様であったが、その中では明治時代後期より大正時代後期まで存在した陸軍主計候補生や、1935年（昭和10年）12月に定められた経理部士官候補生、あるいは1939年（昭和14年）から多数の卒業者を出した幹部候補生が比較的よく知られている。兵科将校となる士官候補生を教育する陸軍士官学校を場合により「陸士」と略すことに対比して、経理部士官候補生を教育する同校が、通称・略称として陸経と呼ばれる事例もある。
学校本部および本校は当初のうち陸軍軍吏学舎から引き継ぎ東京市麹町区富士見町に置かれ、1900年（明治33年）3月に同市牛込区河田町へ移転した。河田町の隣地にちなむ若松台の名は以後同校の愛称となっている。さらに1942年（昭和17年）3月、陸軍経理学校は戦争による生徒、学生、幹部候補生等の人員増加のため、東京府北多摩郡小平村に再移転した。1945年（昭和20年）8月、太平洋戦争の終戦により陸軍経理学校は閉校となった。ここでは陸軍軍吏学舎、および陸軍経理を担当する軍人の補充制度についても述べる。

## 沿革

### 陸軍黎明期の経理部門
1868年（明治元年）旧暦1月、明治新政府の中に軍事を管掌する海陸軍科が設けられ、翌月には軍防事務局と改称した。同年旧暦閏4月、さらに官制の改革により軍防事務局は軍務官となり、軍務官の下に陸軍局が作られた。1869年（明治2年）旧暦7月、政府の制度はまた変更し軍務官は兵部省となり、省内に会計司が作られた。これが日本軍初の会計部署であり、当時の軍事会計はまだ陸軍と海軍が分化されていなかった。1871年（明治4年）旧暦7月、兵部省内に陸軍部と海軍部が設置された。陸軍部は5つの局から構成され、そのうち第五局が会計局として「金穀度支（きんこくたくし）、勘査、被服、糧食、住居等の経理を司る」となっていた。この兵部省陸軍部第五局の設置によって陸軍独自の会計・経理部門が誕生した。当初、第五局の人員は59名であった。黎明期における陸軍の経理担当武官は、要人の知人や推薦された者の中から旧藩時代の勘定方など適当な人物を選んだり、兵科将校や陸軍に出仕する文官を転用したり、他省に在職する人材を招聘するなど、一定の方針のもとに養成を行う段階ではなかった。

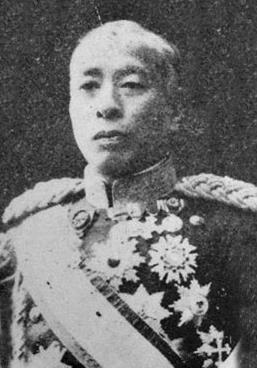
初代陸軍省会計局長　田中光顕（後年の肖像）

1872年（明治5年）旧暦2月、兵部省を廃し陸軍省が設置され、組織の構成はそれまでの兵部省陸軍部を引き継いだ。1873年（明治6年）3月、陸軍省の機構が卿官房と7つの局に改組され、陸軍省第五局が会計・経理部門とされた。1879年（明治12年）10月、陸軍職制（太政官達第39号）、陸軍省条例（陸軍省達乙第72号）、陸軍会計部条例（陸軍省達乙第77号）がそれぞれ制定され、陸軍の諸制度が整えられて従来の第五局は陸軍省会計局となった。このころ会計局と各地の鎮台勤務などを合わせた陸軍経理官の人員は169名まで増加し、1884年（明治17年）には278名まで規模が拡大した。
海軍では明治初頭から会計教育機関を設置し、のちに海軍経理学校となったが、陸軍ではまだ正規の補充教育機関は作られなかった。そのかわり明治10年代の初めより会計実務の処理能力向上のための集合教育や私的な研修が続行されていた。著名なものとしては監督会や、川口武定陸軍二等監督の私邸で行われた夜間講習会の川流舎などがあったものの、経理部門の規模が拡大するにつれ、陸軍の経理官を補充するための正式な教育機関を設ける必要性が高まった。
なお陸軍経理官の階級は各兵科と異なり、1886年（明治19年）の陸軍武官官等表改正（勅令第4号）では次のようになっていた（1886年3月時点）。

### 陸軍軍吏学舎での教育
1886年（明治19年）8月、陸軍軍吏学舎条例（陸軍省令乙第116号）にもとづき陸軍軍吏学舎が設立された。条例の第1条で軍吏学舎は「陸軍省会計局の管理に属し、学生を召集しこれに要用なる学術を教授し軍吏部士官と為るべき者を養成する所」と定められた。学舎の編制は陸軍会計局長に属する一等または二等監督の舎長以下、三等監督、監督補あるいは一等、二等軍吏からなる教官8名、軍属の助教4名、書記2名の計15名と学生が当初の定員であった。初代舎長は陸軍省会計局第二課長であった川口武定二等監督が補職された。
同条例による陸軍軍吏学舎の被教育者は次のとおりである（1886年8月時点）。
- 軍吏学生

軍吏部士官となるべき教育を受ける。
一等書記のうち将来有望の者。修学期間は約10か月、毎年9月に入校。
陸軍軍吏学舎は当初、東京府麹町区平河町5丁目の陸軍臨時建築所跡地に置かれ、1887年（明治20年）9月、麹町区富士見町4丁目に新築された施設に移転した。
1889年（明治22年）6月、陸軍軍吏学舎条例の追加改正（陸達第96号）により、歩兵科、騎兵科、砲兵科、工兵科、輜重兵科で2年以上その階級にある隊附曹長は定員の4分の1まで軍吏学生に採用することが可能になった。さらに翌1890年（明治23年）5月末、陸軍軍吏学舎条例の改正（陸達第110号）では「隊附」の文言が削除され、憲兵科、屯田兵科を除く各兵科で2年以上その階級にあるすべての曹長が軍吏学生へ採用可能とされた。
軍吏学生は第1期から第4期まで計107名の卒業者を数えたが、陸軍はさらに上級経理官である監督部の士官を補充する教育も担う教育機関とするため陸軍軍吏学舎を発展的解消し、新しい学校へ再編することとした。

### 陸軍経理学校の設立
1890年（明治23年）11月、陸軍経理学校条例（勅令第265号）の施行により陸軍経理学校が設立された。学校条例第1条で陸軍経理学校は「陸軍監督および陸軍軍吏を養成する所」と定められた。学校の編制は陸軍省会計局長に隷する校長の下に幹事が置かれ、さらに教官その他と学生からなる。学校条例第4条で校長の階級は一等監督、幹事は監督補、教官は二等または三等監督、監督補、一等または二等軍吏、および文官の教授と定められた。初代校長は欧州視察を終えた陸軍軍吏学舎の初代舎長、川口武定一等監督である。

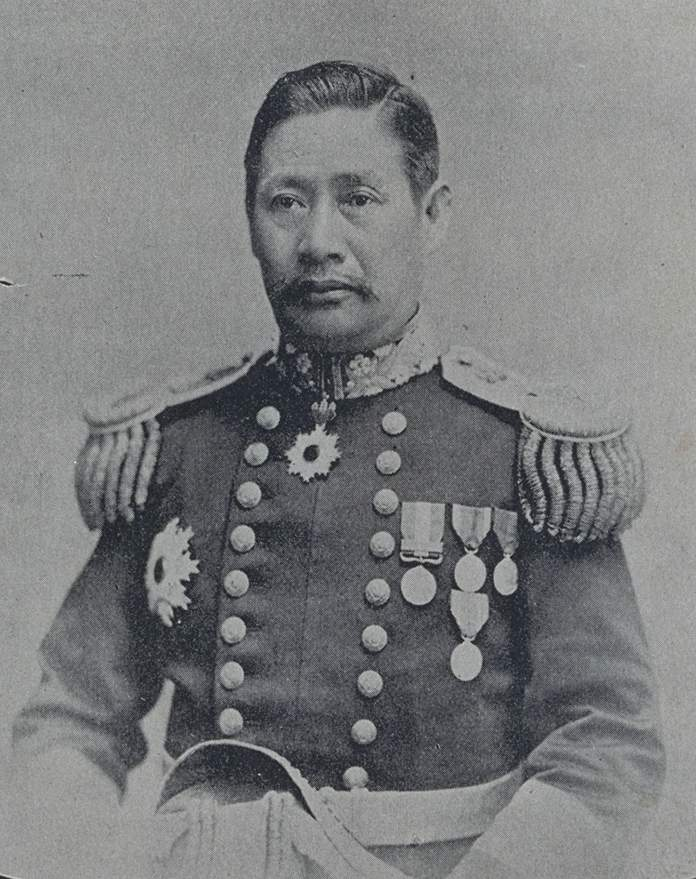
初代陸軍経理学校長　川口武定（後年の肖像）

学校条例による陸軍経理学校の被教育者は次のとおり（1890年11月時点）。
- 監督学生

陸軍監督に必要な学術を教授される。
各兵科中尉の志願者。一等または二等軍吏のうち優秀者は特に選抜して監督学生となることも可。修学期間は2年。
- 軍吏学生

陸軍軍吏に必要な学術を教授される。
一等書記の中より選抜、ならびに各兵科曹長の志願者。修学期間は10か月。
陸軍監督は中央と各地方における陸軍経理の統轄監視官であり、陸軍軍吏は局地の会計経理の実施官として職域が分別されていた。監督学生は校外に居住し通学する。軍吏学生のうち通常は営内居住の曹長も学生として修学期間中は営外に居住する。監督学生は毎学年末、軍吏学生は学期末に大試験を行う。第2学年の末に及第した監督学生には監督適任証書が、学期末に及第した軍吏学生には軍吏適任証書が付与される。
また、陸軍経理学校より早く同年3月には陸軍省会計局に隷属する教育施設として下士を養成する陸軍被服工長学舎が設立されている。これは現役、予備役、後備役の籍にある兵卒のうち志願して検査に合格した者を学生とし、軍服・軍靴などを製造補修する各兵科の特業下士、すなわち陸軍縫工長または陸軍靴工長となるよう約1年の修業期間で養成する施設である。学舎は東京市本所区横網町に置かれた。
1891年（明治24年）8月、陸軍省官制中改正（勅令第90号）の施行により陸軍省会計局は陸軍省経理局に名称が変更された。これに合わせ1893年（明治26年）12月、陸軍経理学校条例中改正（勅令第246号）により同校は陸軍省経理局の管理下と定められ、学校に幹事は置かず副官に変更された。

### 被服工長学舎を併合
1896年（明治29年）5月、従来の陸軍経理学校条例が廃止され、新しい陸軍経理学校条例（勅令第223号）が制定された。新学校条例第1条により陸軍経理学校は「陸軍監督補、陸軍軍吏および陸軍縫工下長、陸軍靴工下長と為すべき者を養成する所」と定められた。これは本所区横網町に設置されていた陸軍被服工長学舎を廃止し陸軍経理学校に併合する改編で、横網町の施設をそのまま陸軍経理学校生徒舎として従前の教育を継続するものである。陸軍縫工下長、陸軍靴工下長とは憲兵科、屯田兵科を除く各兵科の特業下士で伍長に相当する階級である。学校の編制は陸軍省経理局長に隷する校長以下、副官、軍医、教官、下士、属、および雇員の教員と、傭人、そして学生、生徒となった。校長は一等または二等監督、副官は一等または二等軍吏、軍医は一等軍医（大尉相当）、教官は参謀中佐または参謀少佐、騎兵大尉、二等または三等監督、監督補、一等または二等軍吏、文官の陸軍教授、同じく陸軍技師の中から選ばれる。雇員の教員は生徒のみを教育する。
新しい学校条例による陸軍経理学校の被教育者は次のとおり（1896年5月時点）。
- 監督学生

陸軍監督補となるべき教育を受ける。
各兵科の大尉、一等軍吏、および実役停年2年以上の各兵科中尉、二等軍吏の志願者で試験に合格し選抜採用された者。陸軍大学校卒業者は試験を行わない。修学期間は約2年。
- 軍吏学生

陸軍軍吏となるべき教育を受ける。
歩兵科、騎兵科、砲兵科、工兵科、輜重兵科の現役特務曹長、および1年以上その階級にある前記各兵科の現役曹長と陸軍一等書記の志願者で試験に合格し選抜採用された者。修学期間は約1年。
- 生徒

陸軍縫工下長、陸軍靴工下長となるよう養成される。
現役、予備役、後備役の兵卒から採用された者。修業期間は約1年。
監督学生および軍吏学生は校外に居住し、生徒は校内（生徒舎）に居住する。修学に必要な書籍、器具、消耗品は貸与または支給され、本来は軍隊外で生活する予備役と後備役の籍にある生徒には修学期間中の被服、糧食および手当金を支給する。
1897年（明治30年）8月末、陸軍経理学校条例中改正（勅令第299号）により、監督学生は40歳以下の年齢制限を設け、憲兵科を除く各兵科中尉と二等軍吏は実役停年1年以上から志願可能とした。軍吏学生には32歳以下の年齢制限を設けた。

### 学校を“若松台”へ移転
1898年（明治31年）11月、学校施設のうち生徒舎を東京市牛込区河田町の陸軍士官学校分校跡に移転した。翌年11月、本校を生徒舎構内へ仮移転し、1900年（明治33年）3月、新築中の校舎落成を待って陸軍経理学校は正式に牛込区河田町へ移転した。学校の公式な住所は河田町であったが隣地である若松町の名がよく知られ、陸軍士官学校が通称市谷台と呼ばれることにならい、陸軍経理学校は若松台とも呼ばれた。
1899年（明治32年）12月、陸軍武官官等表中改正（勅令第411号）が施行された。この改正で、一等から三等までの書記であった軍吏部下士の階級名が一等から三等までの計手に変更された。また憲兵科を除く各兵科の特業下士であった縫工長、縫工下長と、靴工長、靴工下長は廃止され、軍吏部下士に一等から三等までの縫工長、および一等から三等までの靴工長が新設された。
陸軍武官官等表中改正による陸軍経理官の階級は次のとおりである（1899年12月時点）。
これに合わせ同年同月、陸軍経理学校条例中改正（勅令第418号）が施行された。改正学校条例第1条により陸軍経理学校は「陸軍監督補、陸軍軍吏および陸軍縫工長、陸軍靴工長と為すべき者を養成する所」と定められ、学校の被教育者のうち生徒を縫工科と靴工科の工長候補生に改めた。
学校条例中改正による陸軍経理学校の被教育者は次のとおりである（1899年12月時点）。
- 監督学生

陸軍監督補となるべき教育を受ける。
年齢40歳以下の各兵科大尉、一等軍吏、および実役停年1年以上の各兵科中尉、二等軍吏の志願者で試験に合格し選抜採用された者。陸軍大学校卒業者は試験を行わない。修学期間は約2年。
- 軍吏学生

陸軍軍吏となるべき教育を受ける。
年齢32歳以下の歩兵科、騎兵科、砲兵科、工兵科、輜重兵科の現役特務曹長、および1年以上その階級にある前記各兵科の現役曹長と陸軍一等計手の志願者で試験に合格し選抜採用された者。修学期間は約1年。
- 工長候補生

縫工科は陸軍縫工長に、靴工科は陸軍靴工長となるよう養成される。
各隊の初年縫工卒、初年靴工卒以外、および陸海軍の予備、後備役以外の者のうち召募試験の合格採用者。修業期間は約1年。

### 経理部新設と教育改革
1902年（明治35年）2月、陸軍武官官等表改正（勅令第11号）が施行され、陸軍の経理武官はそれまで監督部（一等監督から監督補まで）と軍吏部（一等軍吏から三等計手、三等縫工長、三等靴工長まで）の2部によって構成されていたものが統合され、経理部となった。また、それまで経理官になかった准士官の階級が置かれるようになった。
陸軍武官官等表改正による陸軍経理官の階級は次のとおりである（1902年2月時点）。
同年同月、陸軍補充条例中改正（勅令第14号）が施行された。この改正の大部分は新設された陸軍経理部における士官の補充についてであり、改正第28条で「経理部現役士官の補充は現役各兵科中少尉にして経理学校卒業証書を所持する者、および監督候補生にして経理部士官たるの資格を備うる者を以ってす」と定められた。監督候補生の有資格者は次のとおり。

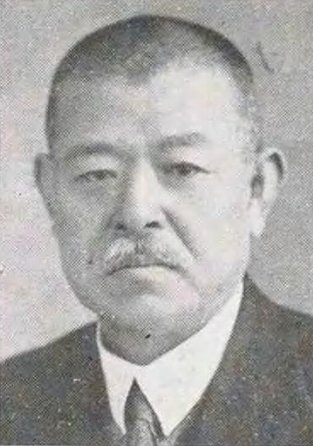
監督候補生出身の高級経理官　小野寺長治郎（後年の肖像）

- 帝国大学法科大学[* 14]の学生で陸軍経理部委託学生となり[* 15]、同学の課程を卒業した者。
- 高等商業学校の生徒で陸軍経理部委託生徒となり[* 16]、同学校の課程を卒業した者。
- 委託学生や委託生徒ではなく、帝国大学法科大学または高等商業学校の課程を卒業した者。

上記3条件のいずれかを満たし、陸軍省経理局長の命により採用された監督候補生は歩兵連隊に配賦され、およそ1年間の軍事教育を修得したのち見習監督（兵科の見習士官に相当）を命じられ陸軍経理学校に入校する。陸軍外の高等教育修習者によって経理部士官を補充する新制度である。
同じ1902年2月、陸軍経理学校条例改正（勅令第24号）も施行され、同校の教育体系は陸軍補充条例の改正に合わせ大きく変革した。学校条例第1条で陸軍経理学校は「陸軍経理部士官と為すべき者を養成する所」と定められた。陸軍経理学校では従来のように部内の士官あるいは下士から経理部士官を補充する教育は行われなくなった。また兵卒を縫工長、靴工長に養成することも廃止となった。学校の編制はそれまで陸軍省経理局長に隷していた校長が直接陸軍大臣に隷するようになり、副官、教官、下士ならびに判任文官その他である。
学校条例改正による陸軍経理学校の被教育者は次のとおり（1902年2月時点）。
- 学生

陸軍経理部士官となるべき教育を受ける。
年齢30歳以下であり、各兵科の現役中尉あるいは現役少尉の志願者で試験に合格した者（陸軍大学校卒業者は試験免除）、または監督候補生のうち見習監督を命じられた者。
各兵科の中尉・少尉の修学期間は約2年、監督候補生の修学期間は約6か月。
条例改正によって陸軍経理学校は卒業者のうち優秀な者を選抜し員外学生として帝国大学に入学させ、必要な学科を研究させることが可能となった。また補充上の必要により「当分のうち」として同校に監督講習生を置くことも定められた。監督講習生は各兵科の現役士官の志願者で試験に合格した者（陸軍大学校卒業者は試験免除）、または現役陸軍軍吏のうち選抜され試験に合格した者が採用される。監督講習生の修学期間は約6か月である。
将来の陸軍高級経理官とするため陸軍部外の高等教育機関から監督候補生を採用した試みは、帝国大学出身者によって占められている大蔵省など他省庁の官僚にならったものと論評されるが、当時の大学進学者は実務を主眼とする陸軍経理の実態に合う者がきわめて少なく、監督候補生は4名の高級経理官を出したのみで短期間のうちに制度廃止となった。

### 陸軍主計候補生の教育
1903年（明治36年）12月、陸軍武官官等表中改正（勅令第182号）が施行された。この改正により従来の将官相当官であった監督総監、監督監がそれぞれ主計総監、主計監となり、上長官の一等から三等までの監督が一等から三等までの主計正に階級名が変更された。また士官の一等から三等までの監督補と一等から三等までの軍吏が、一等から三等までの主計に統一された。
陸軍武官官等表中改正による陸軍経理官の階級は次のとおり（1903年12月時点）。
同じ1903年12月、陸軍補充条例中改正（勅令第185号）が施行された。同改正により経理部現役士官の補充は陸軍主計候補生のうち三等主計の資格を与えられた者によることが定められた。主計候補生の有資格者は次のとおりである。
- 中学校またはこれと同等以上の学校を卒業し、召募試験に及第した者。
- 一年志願兵のうち隊長の保証を得、かつ召募試験に及第した者。
- 陸軍現役経理部下士のうち隊長または所属長官の保証を得、かつ召募試験に及第した者。

上記3条件のいずれかを満たし、年齢18歳以上、21歳以下（経理部下士からの志願者は26歳以下）、身長五尺以上の者が採用され主計候補生となる。准士官、経理部以外の現役下士、一年志願兵以外の兵卒、および陸軍諸学校の生徒は対象外であった。
陸軍部外または一年志願兵から主計候補生として採用された者は各師団に配賦され、師団司令部所在地の歩兵連隊で約9か月間、同じ連隊の歩兵科士官候補生とともに軍事教育を修得する。この軍事教育中に歩兵一等卒から上等兵、伍長の階級まで進み、陸軍経理学校へ入校する際に歩兵軍曹の階級となる。その間、経理部下士から主計候補生に採用された者は従来の勤務を続け、陸軍部外または一年志願兵から採用された主計候補生と時期を同じくして歩兵軍曹の階級で陸軍経理学校へ入校するという手順であった。
陸軍経理学校生徒としての修学を終えた主計候補生は卒業試験を受け、及第すると見習主計（兵科の見習士官に相当）を命じられ退校し、約6か月以上経理部士官の勤務を修得すると定められた。その後に師団内の会議を経て、可決された者が三等主計に任官する。
1904年（明治37年）4月、前年11月末に上記の陸軍補充条例中改正とあわせ公布されていた陸軍経理学校条例改正（勅令第191号）が施行され、同校の教育体系は再度刷新された。改正された学校条例第1条で陸軍経理学校は「陸軍主計候補生を生徒とし陸軍経理部初級士官たるに必要な教育を施し、および陸軍経理部士官中より選抜せる者を学生とし高等の学術を修めせしむる所」と定められた。学校の編制には生徒が起居する生徒隊が加えられた。
学校条例改正による陸軍経理学校の被教育者は次のとおり（1904年4月時点）。
- 生徒

陸軍三等主計となる教育を受ける。
陸軍補充条例で定められた主計候補生。修学期間は約1年9か月
- 学生

陸軍上級経理官となる教育を受ける。
現役一等または二等主計のうち検定試験に合格し採用された者。修学期間は約1年。
学校条例改正第21条では学生卒業者のうち優秀者は陸軍大臣の命により員外学生として「帝国大学に入学せしめ必要なる科学を研究せしむる」ことも可能とされた。また今回の改正でも附則として「当分のうち」主計講習生を置くことが定められた。主計講習生は現役上等計手から選抜された者が採用され、修学期間は約6か月である。同年12月、上等計手44名が陸軍経理学校に入校した。
1905年（明治38年）9月、主計候補生第1期の生徒79名が陸軍経理学校に入校した。主計候補生制度は、陸軍士官学校で教育を行う各兵科の士官候補生制度に準じたものである。それまで経理士官の補充は、兵科将校から転科、准士官または下士の進級、陸軍外の高等教育卒業者より採用と多様であったが、いずれも一長一短があり完全ではなかった。さらに当時の陸軍において多元補充は団結を阻害するとの思潮があり、兵科将校が士官候補生のみによる一元補充であることにならって抜本的な制度改革が実行された。
以後、陸軍主計候補生の制度は順調に発展し、陸軍経理学校は経済的負担のない官費学校として陸軍士官学校などと同様に旧制中学校卒業後の進路選択肢に加わった。主計候補生には素質、能力ともに優秀な者が集まり、初期の出身者は大正時代には経理部の中堅となり、進級を続けて昭和時代になると指導的な位置に立つ高級経理官も輩出する陸軍経理の中心的な存在となった。
1911年（明治44年）10月、従来の陸軍補充条例を廃し陸軍補充令（勅令第270号）が施行された。令第16条で陸軍部外から主計候補生を志願する者は中学校または同等以上学校の卒業成績が優秀な場合、召募の学科試験を免除されるようになった。同じ第16条では陸軍部内の採用範囲を「現役下士中、中学校卒業以上の学力を有し、品行方正、志操確実なる者」と、従来の経理部下士のみから各兵科の下士にまで広げた。令第19条では下士より主計候補生に採用された者も採用と同時に一等卒として陸軍部外からの採用者とともに歩兵連隊で約9か月間勤務し、軍事学を修得することに改められた。また令第20条で主計候補生の階級が従来は歩兵伍長であったものが三等計手に、陸軍経理学校入校時において歩兵軍曹であったものが二等計手に改められた。

### 軍縮による教育の転換
1918年（大正7年）11月、第一次世界大戦が終了すると世界的に軍縮の風潮が広まり、余剰の兵科将校を経理部に転科させて吸収する必要が生じた。このため表面上の理由を主計候補生出身者は軍事的素養に乏しく上級経理官には不適であるとして、新制度への移行が計画された。
1920年（大正9年）8月、陸軍補充令中改正（勅令第244号）が施行され、改正令第15条で経理部現役士官の補充は憲兵科を除く各兵科現役士官のうち陸軍経理学校を卒業した者、または憲兵科を除く各兵科と経理部の准士官および下士のうち三等主計に任じられる資格を持つ者と定められた。
同時に従来の陸軍経理学校条例が改正され、陸軍経理学校令（勅令第239号）となって施行された。学校令第1条で陸軍経理学校は、各兵科（憲兵科を除く）士官、および経理部士官より選抜された者に陸軍経理に関する高等の学術を修得させ、各兵科（憲兵科を除く）准士官、下士、および経理部准士官、下士より選抜された者に陸軍経理部士官となるため必要な教育を行う所と定義された。さらに同条で陸軍経理学校は陸軍経理に関する学術の調査および研究を行い、あわせて陸軍経理に関する業務に従事する者の教育に要する図書の編纂をすることも定められた。

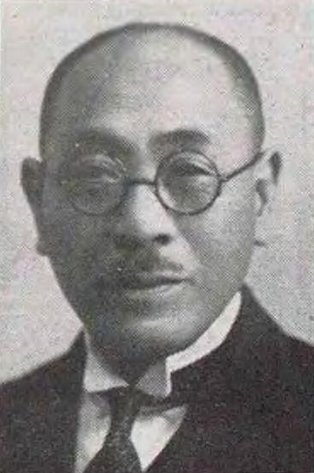
第15代陸軍経理学校長　三井清一郎（後年の肖像）

学校令による陸軍経理学校の被教育者は次のとおりである（1920年8月時点）。
- 高等科学生

陸軍経理に関する高等の学術を修得する。
現役一等主計または二等主計の検定試験合格者、ならびに経理部士官候補者。修業期間2年、毎年6月入校。
- 普通科学生

陸軍経理部士官となるため必要な教育を受ける。
三等主計候補者。修業期間1年６か月、毎年12月入校。
高等科学生のうち経理部士官候補者とは「身体強健、勤務精励、将来発達の見込みあり」と認められる憲兵科を除く各兵科の大尉、中尉、少尉のうち経理部士官を志願し連隊長に選抜されたのち試験に合格した者、すなわち兵科からの転科志願者である。普通科学生の三等主計候補者とは「身体強健、人格成績ともに優秀かつ家庭良好なる」憲兵科を除く各兵科の准士官、曹長、および経理部の准士官、一等計手、一等縫工長、一等靴工長のうち経理部士官を志願し連隊長または所管経理部長に選抜され試験に合格した者で、各兵科の少尉候補者に相当する。高等科・普通科ともに学生は校外に居住する。高等科学生のうち成績優秀な者は、卒業の際に員外学生としてさらに1年間在学するか大学令による大学で必要な研究を続行することが可能とされた。
1922年（大正11年）5月、第16期の77名が陸軍経理学校を卒業退校したのを最後に、陸軍主計候補生制度は廃止となった。第1期から第16期までの通算卒業者は906名である。

### 再び大学出身者を採用
1926年（大正15年）7月、陸軍補充令中改正（勅令第260号）が施行された。この改正によって経理部現役士官の補充は、従来の経理部士官候補者（兵科将校からの転科志願者）、三等主計候補者（准士官、下士からの志願者）に加え、陸軍部外から直接見習主計を採用し二等主計とすることが定められた。見習主計の有資格者は次のとおりである。
- 大学令による大学の法・経済・商学部学生のうち陸軍経理部委託学生となり、当該学部の学課を修めた学士。
- 大学令による大学の法・経済・商学部の学課を修めた学士。

上記いずれかの条件を満たし、年齢20歳以上、35歳未満の志願者を身体検査ののち（学科試験は行わない）採用の可否を決定する。採用された見習主計は一等計手の階級で師団司令部所在地の歩兵連隊に配賦され、約2か月所属連隊と当該師団経理部で経理部士官の勤務を修得し、銓衡会議で可決されると二等主計に任じられる。
陸軍部外から大学卒業者を経理部士官に補充するこの新制度は、将来の高級経理官となる人材を求め1902年より短期間実施されていた監督候補生制度と同じ性格のものである。見習主計の採用は年に数名程度の予定であった。
同年11月、陸軍経理学校令中改正（勅令第336号）が施行された。
改正による陸軍経理学校の被教育者は次のとおり（1926年11月時点）。
- 甲種学生

経理部に必要な高等の学術を修得する。
(イ) 一等または二等主計のうち身体強健、勤務精励、志操確実、将来発達の見込みありと認められ検定試験に合格した者。 (ロ) 経理部士官候補者のうち陸軍大学校を卒業した者。 (ハ) 陸軍参謀条例第3条第2号に該当する者。修業期間は約2年。ただし前記 (ロ) および (ハ) の条件に該当する者は陸軍大臣の定めるところにより必要に応じ短縮が可能。
- 乙種学生

経理部士官に必要な高等の学術を修得する。
陸軍補充令第23条の規定に基づき任官した二等主計。修業期間は約8か月。
- 丙種学生

経理部士官に必要な学術を修得する。
経理部士官候補者（甲種学生となる者を除く）。修業期間は約1年。
- 丁種学生

経理部士官に必要な学術を修得する。
三等主計候補者。修業期間は約1年。
甲種学生のうち「陸軍参謀条例第3条第2号に該当する者」とは「学識、才能、卓越せる将校にして参謀総長の適任と認むる者」である。成績優秀な甲種学生は卒業の際に員外学生としてさらに1年間在学するか、大学令による大学で必要な研究を続行することが可能とされた。
乙種学生の「陸軍補充令第23条の規定に基づき任官した二等主計」とは、上述した大学卒業者から直接に見習主計に採用され二等主計となった者のことである。大学出身の経理官は軍人らしさがなく異色の存在だったが、後年の戦争が総力戦になると法律や経済の知識も必要とされ、陸軍部外との連携においても大学出身者の活躍の場が多くなった。

### 軍備拡張期の経理教育
1931年（昭和6年）9月に勃発した満州事変以後、陸軍は軍容を拡充する方針へ再転換し兵科将校には不足が生じるようになった。このため経理部士官に転科する者は減少した。1934年（昭和9年）4月、陸軍経理学校令改正（勅令第63号）が施行された。改正では学校の編制が陸軍大臣に隷する校長以下、幹事、本部、教育部、研究部および学生となった。
学校令改正による陸軍経理学校の被教育者は次のとおり（1934年4月時点）。
- 専攻学生

経理部に必要な高等の学術を修得する。
(イ) 乙種学生の修業を終わり2年以上軍隊に勤務した者。 (ロ) 経理部士官候補者のうち陸軍大学校を卒業した者。 (ハ) 陸軍参謀条例第3条第2号に該当する者。修業期間は約1年。
- 甲種学生

経理部に必要な高等の学術を修得する。
一等または二等主計（専攻学生または乙種学生の修業を終えた者を除く）のうち身体強健、勤務精励、志操確実、将来発達の見込みありと認められる者で選抜試験に合格した者。修業期間は約2年
- 乙種学生

経理部士官に必要な高等の学術を修得する。
陸軍補充令第24条の規定により任官した二等主計。修業期間は約8か月。
- 丙種学生

経理部士官に必要な学術を修得する。
経理部士官候補者（専攻学生となる者を除く）修業期間は約1年
- 丁種学生

経理部士官に必要な学術を修得する。
三等主計候補者。修業期間は約1年6か月。
専攻学生のうち「陸軍参謀条例第3条第2号に該当する者」とは参謀総長が適任と認める将校である。専攻学生および甲種学生の成績優秀者は、卒業の際に員外学生としてさらに1年間在学するか大学令による大学で必要な研究を続行することが可能とされた。乙種学生の「陸軍補充令第24条の規定により任官した二等主計」とは、大学卒業者から見習主計に採用され任官した者のことである。陸軍補充令は1927年（昭和2年）12月に改正（勅令第331号）が施行され、1926年時の第23条の内容が第24条となっている。

### 経理部士官候補生制度
1935年（昭和10年）12月、陸軍補充令中改正（勅令第326号）が施行され、改正第24条で経理部現役士官の補充源に経理部士官候補生が加えられた。経理部士官候補生は陸軍経理学校予科生徒の課程を卒業した者が命じられ、上等兵の階級で師団司令部所在地の歩兵連隊に配当される。そこで約5か月、兵科の士官候補生に準じた勤務および軍事学を習得し、階級を三等計手、二等計手まで進め、再び陸軍経理学校へ本科生徒として入学する。本科生徒の課程を卒業すると見習主計として約2か月間、所属隊と師団経理部で必要な勤務を習得し、銓衡会議を経て三等主計に任じられる。
同年同月、陸軍経理学校令改正（勅令第325号）が施行された。学校令第1条では陸軍経理学校を「経理部士官たる学生に陸軍経理に関する諸般の学術を修得せしめ、経理部士官と為すべき生徒および学生を教育し、ならびに陸軍経理に関する学術の調査および研究を行い、かつ陸軍経理に関する図書の編纂を為す所」と定義した。学校の編制は陸軍大臣に隷する校長（階級は陸軍主計総監）以下、幹事、本部、教育部、研究部、生徒隊、および学生である。
学校令改正による陸軍経理学校の被教育者は次のとおり（1935年12月時点）。
- 甲種学生

陸軍経理に関する須要な学術を習得する。
一等主計または二等主計（丙種学生の修学を終えた者を除く）のうち選抜試験に合格した者。修学期間は約2年。
- 乙種学生

陸軍経理に関する須要な学術を習得する。
丙種学生の修学を終え、2年以上軍隊で勤務した者。修学期間は約1年。
- 丙種学生

陸軍経理に関する学術を習得する。
陸軍補充令第24条第3号の規定により任官した二等主計。修学期間は約8か月。
- 丁種学生

経理部士官に必要な学術を修得する。
三等主計候補者。修学期間は約1年。
- 予科生徒

経理部士官候補生に必要な基礎の学術を修習する。
経理部士官となることを志願し、召募試験に合格した者。修学期間は約2年。
- 本科生徒

経理部士官に必要な学術を修得する。
経理部士官候補生で所定の隊附勤務を修得した者。修学期間は約1年10か月。
学生は校外に、生徒は校内に居住し、修学に要する兵器、被服、図書、器具、消耗品等は貸付または支給を受ける。甲種および乙種学生の成績優秀者は、卒業の際に陸軍経理学校員外学生としてさらに1年間在学するか大学令による大学で必要な研究を続行することが可能とされた。
経理部士官候補生の制度は、軍縮期に廃止された主計候補生制度の事実上の復活である。ただし兵科の士官候補生が、陸軍士官学校予科生徒、部隊勤務、本科生徒という順序を経る制度に変更されていたことに合わせ、初めから候補生とせず予科生徒として採用するなど、明治、大正時代とは若干の違いがある。これ以後、陸軍経理官の本流は経理部士官候補生出身者となることが期待され、全国から優秀な若者が若松台に集まった。
青山学院専門部を卒業し幹部候補生から予備役将校となった評論家の山本七平は戦後、『週刊朝日』誌上で

私たちのころは陸軍経理学校というと一番尊敬しましたね、競争率は六十倍ぐらいでしょう。これは秀才だという意識がありましたよ。

と回想している。
1936年（昭和11年）1月、陸軍経理学校予科生徒の召募（陸軍省告示第1号）が告示された。第1期の採用予定は約30名である。有資格者は次のとおり。
- 陸軍部外からの志願者。年齢16歳以上[* 27]、20歳未満。
- 現役下士官[* 28]からの志願者。年齢26歳未満。
- 幹部候補生、操縦候補生、または現役兵からの志願者。年齢25歳未満。

上記3条件のいずれかを満たし、身体検査と学科試験に合格した者の中から採用される。学科試験の内容は中学校4年修了程度であるが、志願者の学歴は問わない。同年3月、予科生徒第1期の採用予定者33名が発表され、翌月陸軍経理学校へ入校した。同年6月、第2期以降の学科試験科目は、国語漢文・作文・外国語・数学（代数・幾何・三角法）・理科（物理・化学）・歴史・地理と告示された。
1937年（昭和12年）2月、陸軍武官官等表が改正された（勅令第12号）。これにより経理部を含む各部は明治時代から兵科将校と違い将校相当官とされていた呼称が各部将校と改められた。将官相当官は将官、上長官は佐官、士官は尉官となり、将校、准士官、下士官すべてが兵科同様の階級名になった。また靴工准士官と靴工下士官は装工准士官と装工下士官に呼称が変更された。
陸軍武官官等表改正による陸軍経理官の階級は次のとおりである（1937年2月時点）。

### 幹部候補生の集合教育
「北支事変」として1937年（昭和12年）7月に勃発した日中戦争が長期化すると、日本は陸海軍の兵力を増強していった。陸軍経理部も必要とする人員が急増し、陸軍経理学校は従来の現役経理部将校に限らない補充教育を担うことになった。
1938年（昭和13年）8月、陸軍経理学校令中改正（勅令第535号）が施行され、被教育者に下士官候補者が加えられた。また前年の陸軍武官官等表改正にともない、学校令文中の「一等主計」が「主計大尉」になるなど階級名変更も行われた。従来の三等主計候補者は経理部少尉候補者となった。本科生徒の修学期間も1年10か月から1年8か月に変更されている。学校の編制には下士官候補者隊が加わった。
学校令改正による陸軍経理学校に加えられた被教育者は次のとおり（1938年8月時点）。
- 下士官候補者

主計下士官に必要な学術を修得する。
各隊より分遣された主計下士官候補者。修学期間は約1年。毎年1回入校。
主計下士官候補者は、歩兵科、騎兵科、砲兵科、工兵科、航空兵科、輜重兵科の兵のうち約1年以上在営し、主計下士官を志願した者の中より銓衡のうえ採用される。
1939年（昭和14年）8月、陸軍経理学校令中改正（勅令第585号）が施行された。改正された学校令では被教育者に幹部候補生を加えた（1939年8月時点）。
- 幹部候補生

予備役経理部将校に必要な学術を修得する。
各隊より分遣する経理部甲種幹部候補生。修学期間は約5か月から8か月。毎年1回入校。
幹部候補生は年齢17歳以上、28歳未満で、兵として4か月以上在営した志願者のうち試験合格者が採用される。経理部幹部候補生となるには次のいずれかの学歴が必要であった。
- 法律・経済・商業・工業（建築・土木・応用化学・染色・紡績）・農業（農芸化学）に関する学科の専門学校、または同等以上の学校卒業者。
- 商業学校・工業学校（建築・土木・応用化学・染色・紡績）・農業学校（農産製造）の卒業者。

上の条件を満たし、かつ最終学歴の学校教練検定に合格している者に限られる。幹部候補生はまず所属部隊で基本教育を受けたのち、予備役将校に適すると認められ経理部甲種幹部候補生に選抜されると主計軍曹の階級で陸軍経理学校に入校した。幹部候補生教育開始当初は陸軍経理学校に幹部候補生隊を設置せず、幹部候補生は下士官候補者隊で起居し訓育が行われた。なお前述した1939年8月の学校令中改正に先立つ1938年（昭和13年）1月、甲種幹部候補生教育を各所属部隊で終えた予備役経理部見習士官187名が陸軍経理学校へ入校し、試験的に集団教育を実施している。

### 太平洋戦争下の教育
1941年（昭和16年）12月、日本は米英など連合国に対して全面的な戦争を開始し、日中戦争は太平洋戦争（大東亜戦争）へと拡大した。翌1942年（昭和17年）3月、人員が増大した陸軍経理学校は東京府北多摩郡小平村に移転した。同村の学校用地は30万坪の広さがあったとされる。
1942年4月、陸軍武官官等表ノ件中改正（勅令第297号）が施行された。この改正で文官（いわゆる軍属）であった建築関係の事務に従事する陸軍技師および陸軍技手が武官の建技将校および建技下士官となった。また従来の縫工准士官、縫工下士官と装工准士官、装工下士官は統合され、経技准士官、経技下士官になった。

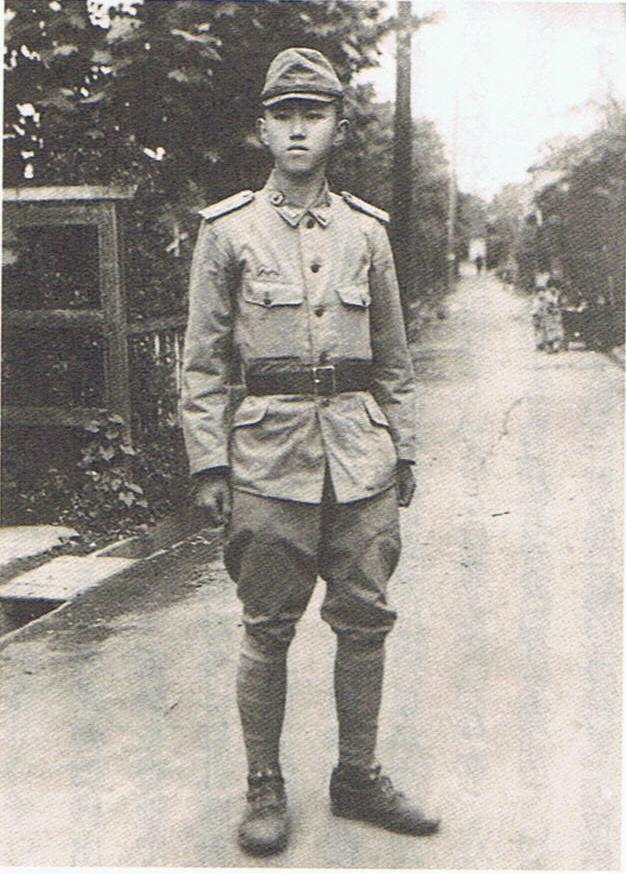
陸軍経理学校本科生徒たる経理部士官候補生（尾山令仁）。
軍装は一般の下士官兵と同じもので、肩章を付して通常礼装とした状態。
両襟に階級章と士官候補生徽章、右胸に経理部の定色を示す胸章を付けている。

陸軍武官官等表ノ件中改正による陸軍経理官の階級は次のとおりである（1942年4月時点）。
同年同月、陸軍補充令中改正ノ件（勅令第324号）が施行された。それまでの改正によって経理部における現役将校の補充は、陸軍経理学校予科生徒からの経理部士官候補生制度、准士官または下士官からの経理部少尉候補者制度、陸軍部外の大学からの経理部見習士官制度の三つの柱が確立していたが、今回の改正では経理部見習士官の資格条件が次のとおり改められた（1942年4月時点）。
- 陸軍経理部委託学生となり当該学部の学課を修めた学士。
- 陸軍経理部委託生徒となり当該学校の課程を卒業した者。
- 大学令による大学の法・経済・商・工・理・農学部を卒業した学士。または主として工・農業に関する専門学校の卒業者。

上記のいずれかに該当し年齢30歳未満の志願者が銓衡のうえ経理部見習士官に採用され、規定の勤務を経て大学卒業者は主計中尉または建技中尉に、専門学校卒業者は主計少尉または建技少尉に任官する。
同じ1942年（昭和17年）4月、陸軍経理学校令中改正（勅令第305号）が施行された。改正学校令第1条で陸軍経理学校は「経理部佐尉官たる学生、経理部将校となすべき生徒、学生、および幹部候補生、ならびに経理部下士官となすべき下士官候補者を教育し、ならびに陸軍経理に関する学術の調査および研究を行い、かつ陸軍経理に関する図書の編纂をなす所」と定められた。さらに第1条では外国陸軍将校候補者（留学生）の教育を行うことが加えられた。学校の編制は陸軍大臣に隷する校長以下、幹事、本部、教育部、研究部、馬術部、生徒隊、学生隊、幹部候補生隊、下士官候補者隊、および学生となった。
学校令中改正による陸軍経理学校の被教育者は次のとおりである（1942年4月時点）。
- 佐尉官学生

被服、糧秣、営繕、兵器、会計監督専門の経理業務に関する教育を受ける。
主計少佐、主計大尉　修学期間は約4か月、毎年2回入校。
- 甲種学生

陸軍経理に関する高等の教育を受ける。
2年以上部隊に勤務した主計大尉または主計中尉（丙種学生の修学を終えた者を除く）のうち選抜試験に合格した者。修学期間は約2年、毎年1回入校。
- 乙種学生

陸軍経理に関する高等の教育を受ける。
丙種学生の修学を終わり、2年以上部隊に勤務した主計大尉または主計中尉、および建技大尉または建技中尉のうち選抜試験に合格した者。修学期間は約1年、毎年1回入校。
- 丙種学生

陸軍経理に関する教育を受ける。
陸軍補充令第24条第3号の規定により任官した主計中尉または主計少尉、および建技中尉または建技少尉。修学期間は約1年、毎年1回入校。
- 丁種学生

現役経理部将校に必要な教育を受ける。
特別志願将校のうち昭和14年勅令第731号第2条の規定により派遣された者。修学期間は約1年、毎年1回入校。
- 己種学生

経理部将校となるのに必要な教育を受ける。
経理部少尉候補者。修学期間は約1年、毎年1回入校。
- 予科生徒

経理部士官候補生に必要な基礎の教育を受ける。
経理部士官となることを志願し、召募試験に合格した者。修学期間は約2年。
- 本科生徒

経理部将校に必要な教育を受ける。
経理部士官候補生で所定の隊附勤務を修得した者。修学期間は約2年。
- 幹部候補生

予備役経理部将校に必要な教育を受ける。
各隊より分遣する経理部甲種幹部候補生。修学期間は約11か月。毎年1回入校。
- 下士官候補者

経理部下士官に必要な教育を受ける。
各隊より分遣する者。修学期間は約1年。毎年1回入校。
丙種学生の「陸軍補充令第24条第3号の規定」は上述した経理部見習士官制度のことである。丁種学生の特別志願将校とは予備役将校のうち召集でなく志願により軍務につく者で、「昭和14年勅令第731号第2条の規定」とは所属部隊長等に選抜され、陸軍諸学校で現役に転じる教育を受けることである。それまでの丁種学生、すなわち経理部少尉候補者は己種学生となった。下士官候補者は兵より主計伍長または建技伍長となる者である。学生は校外に、生徒、幹部候補生、下士官候補者は校内に居住する、ただし教育上の必要がある場合には学生を校内に居住させることが可能であった。
1944年（昭和19年）4月、陸軍補充令中改正（勅令第244号）が施行された。この改正によって現役経技下士官および現役建技下士官の補充源には、経理部少年委託生徒として陸軍部外の実業学校を卒業した経技下士官候補者または建技下士官候補者が加わった。経理部少年委託生徒の資格条件は次のとおり（1944年4月時点）。
- 中等学校令による工業学校（建築・土木・工業化学・紡織・色染の各学科および類する学科）、農業学校（農業・農芸・畜産・林業・農蚕の各学科および類する学科）、および水産学校（水産製造科および類する学科）に在学する生徒のうち卒業見込みの者[84]。

上記に該当する18歳未満の志願者が身体検査と口頭試問を経て経理部少年委託生徒に採用され、学校卒業後に経技または建技下士官候補者として兵長の階級を与えられ、陸軍経理学校（または他の部隊）で約1年教育を受けると定められた。
同年5月、陸軍兵科及経理部予備役将校補充及服役臨時特例（勅令第327号）が施行された。この勅令は「当分のうち」に限り、兵科および経理部の予備役将校を特別甲種幹部候補生（特甲幹）により補充することを可能にするものである。
勅令で加えられた陸軍経理学校の被教育者は次のとおり（1944年5月時点）。
- 特別甲種幹部候補生

予備役経理部将校となるのに必要な教育を受ける。
経理部特別甲種幹部候補生。修学期間は約1年。
経理部の特甲幹は陸軍部外の高等教育機関のうち法律・経済・商業・工業（建築・土木・応用化学・染色・紡績）、農業に関する学科の専門学校または同等以上学校の30歳未満の卒業者あるいは在学者で、最終学歴の学校教練検定に合格している必要があった。採用された特甲幹は主計伍長の階級で陸軍経理学校に入校し、在校中に主計軍曹に階級を進め、卒業時に経理部見習士官を命じられると定められた。同年5月10日、特甲幹第1期の召募が告示された（陸軍省告示第17号）。
日中戦争から太平洋戦争の期間、年を追うごとに戦局は激化し、陸軍では兵科同様に経理官も大量かつ早急な補充が求められるようになった。そのため陸軍経理学校の学生、生徒、幹部候補生、下士官候補者など各教育の実状は学校令その他で定められた修学期間を大幅に短縮し、予科生徒の採用年齢は15歳以上、20歳未満と下限が変更されている。
1945年（昭和20年）8月、日本政府はポツダム宣言受諾を決定した。終戦の玉音放送が8月15日に行われ、それ以後の陸海軍は従来の機能を失った。石川県金沢市と福島県若松市（現在の会津若松市）に分散し疎開中であった陸軍経理学校は同月のうちに閉校となった。学校の根拠となる陸軍経理学校令は、同年11月13日施行の「陸海軍ノ復員ニ伴ヒ不要ト為ルベキ勅令ノ廃止ニ関スル件」（勅令第632号）により廃止された。

## 年譜
- 1886年（明治19年）08月 - 陸軍軍吏学舎を東京府麹町区平河町に設置。
- 1887年（明治20年）09月 - 陸軍軍吏学舎を東京市麹町区富士見町に移転。
- 1890年（明治23年）03月 - 陸軍被服工長学舎を東京市本所区横網町に設置。
- 1890年（明治23年）11月 - 陸軍軍吏学舎を廃止、同地に陸軍経理学校を開校。
- 1896年（明治29年）05月 - 陸軍被服工長学舎を廃止、同地に陸軍経理学校生徒舎を設置。
- 1898年（明治31年）11月 - 陸軍経理学校生徒舎を東京市牛込区河田町に移転。
- 1899年（明治32年）11月 - 陸軍経理学校本校を生徒舎構内へ仮移転。
- 1900年（明治33年）03月 - 陸軍経理学校本校を東京市牛込区河田町の落成施設へ正式移転。
- 1902年（明治35年）02月 - 陸軍監督部と陸軍軍吏部を統合、陸軍経理部を新設。
- 1903年（明治36年）12月 - 陸軍主計候補生を制定。
- 1920年（大正09年）08月 - 三等主計候補者を制定。
- 1926年（大正15年）07月 - 陸軍見習主計を制定。
- 1935年（昭和10年）12月 - 経理部士官候補生を制定。
- 1937年（昭和12年）02月 - 三等主計候補者を経理部少尉候補者、見習主計を経理部見習士官へ改称。
- 1938年（昭和13年）04月 - 甲種幹部候補生の集合教育を制定。
- 1942年（昭和17年）03月 - 陸軍経理学校を東京府北多摩郡小平村に移転。
- 1944年（昭和19年）05月 - 特別甲種幹部候補生を制定。
- 1945年（昭和20年）08月 - 陸軍経理学校を閉校。

## 教育内容

### 教育の概説
沿革のとおり陸軍経理学校は約55年の歴史において教育体系と教育対象が何度となく変更され、教育内容もそれに応じて多様であった。その中より資料で確認できる明治後期と昭和10年代初期の教育内容、および昭和10年代中期の甲種幹部候補生教育の3例を後述する。
陸軍経理学校における教育指針は、陸軍軍吏学舎長を務めたのち欧州を視察した川口武定が普墺戦争の敗戦国オーストリアの戦訓を参考に決定したとする論評がある。オーストリア帝国の陸軍経理官は文官で、法規に固執して第一線将校たちの要請を無視し戦況に適応した補給や給養が円滑に行われず敗因のひとつになった。これを認識して経理官の育成に戦術教育を重視している戦後の姿を川口は目の当たりにした。帰国後に川口が初代校長となった陸軍経理学校では一般戦術のほか、学生・生徒ともに教育科目の中で「作戦給養」の比重は大きかった。
軍人としての経理官教育の一方で、法律や経済、あるいは建築などの専門学科においては優秀な文官教授が選ばれた。法学は一木喜徳郎、清水澄、杉村章三郎、我妻栄、有賀長雄、高橋作衛、経済学は天野為之、高野岩三郎、河津暹、建築学の三橋四郎、内田祥三など一流の学者が若松台の教壇に立っている。

### 明治後期の教育内容
1905年（明治38年）5月制定された陸軍経理学校教育綱領の内容を明治期の陸軍経理学校教育における教育の一例（1905年5月時点）として以下に記す。

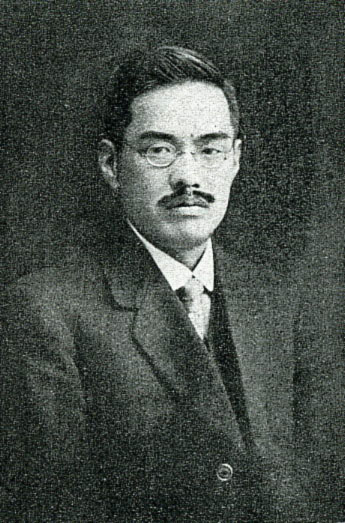
建築学者内田祥三は青年研究者時代、陸軍経理学校の教壇に立った

- 生徒教育

生徒教育の要旨は主計候補生に陸軍経理部初級士官に欠くべからざらる学術を修得させ、かつ将来高等な学術の研究に資する基礎をつくることにある。教育科目は次のとおり。
主要科目
1.編制　2.経理　3.作戦給養（基本）4.簿記　5.会計学　6.外国語学（英語・独語・仏語・露語・清語より選択）7.訓育（服務・馬術・体操・剣術・操練）
補助科目
（大意にとどめ、かつ実際の応用を主とする）1.地形学　2.建築学　3.衛生学　4.法律学　5.経済学　6.統計学
生徒の教育は簡易と実用を重視し、陸軍経理部初級士官の実地勤務に適合することを本領とする。なるべく深慮の理論および複雑な事項を避けることを要する。生徒の訓育は軍紀風紀に慣熟させ、徳性を涵養し忠君愛国の志操を発揮させ、また身体を鍛錬し技術を進め軍人精神を養成する。
- 学生教育

学生教育の要旨は生徒教育の教科を補充拡張し、さらに高等な勤務に須要な学術を修得させ、その活用の識力を発達させることにある。教育科目は次のとおり。
主要科目
1.作戦給養（応用）2.給養史　3.兵要地理　4.編制（各国比較）5.経理（各国比較）6.外国語学（英語・独語・仏語・露語・清語より選択）7.馬術
補助科目
（大意にとどめ、かつ実際の応用を主とする）1.応用理化学（糧食品・被服品）2.法律学　3.憲法　4.行政法　5.国際法　6.財政学
学生の教育は高等勤務に要する学術の原理を攻究させ、実例を引用し各種の応用問題を課すほか、実地見学、野外作業等により活用能力を発達させる。応用理化学は実物、実験等により理解を容易にし、かつ重要品の検査法は学生各自に直接練習させる。
優等の卒業者で員外学生となった者はさらに高等の学術を専攻する。

### 昭和中期の教育内容
1936年（昭和11年）4月、陸軍経理学校教育綱領および陸軍経理学校教則の改正がされた。綱領の序文では「陸軍経理学校教育の目的は、学生生徒を教育し陸軍経理に任ずべき有為なる経理官を養成するにあり」として「一、尊王の士風を振起すること」「二、堅確なる軍人精神を涵養すること」「三、高潔なる品性を陶冶すること」「四、智能を啓発し学識、特に軍事識能を増進すること」「五、健全なる身体を育成すること」を同校における教育の大綱に定めている。昭和期における教育内容の一例（1936年4月時点）として以下に記す。
- 甲種学生教育

甲種学生教育の目的は高等経理勤務に必要な学術を授け、活用能力を啓発し高級経理官としての資質を具備させることである。教育科目は次のとおり。
軍事諸学科
1.作戦給養　2.経理（一般経理・被服経理・糧秣経理・営繕経理・兵器経理）3.戦術　4.軍制　5.給養地理　6.戦史および給養史（戦史・給養史）
一般諸学科
1.法律および行政学（憲法および行政法・国際法・民法および民事訴訟法・商法・行政学）2.財政および経済学（財政学・経済学・経済政策・戦時財政および経済）3.商学（会計学・工場経営）
術科
1.剣術　2.馬術
その他
1.特別講義　2.軍隊官衙附勤務　3.野外作業　4.見学
- 乙種学生教育

乙種学生教育の目的は高等経理勤務に必要な学術を授け、とりわけ軍事職能の増進に努め活用能力を啓発し高級経理官としての資格を具備させることである。教育実施においては特に丙種学生教育との連携を重視する。教育科目は次のとおり。
軍事諸学科
1.作戦給養　2.経理（一般経理・被服経理・糧秣経理・営繕経理・兵器経理）3.戦術　4.軍制　5.給養地理　6.戦史および給養史（戦史・給養史）
一般諸学科
1.戦時財政および経済　2.外国語学
術科
1.剣術　2.馬術
その他
1.特別講義　2.野外作業　3.見学
- 丙種学生教育

丙種学生教育の目的は経理部士官として必要な学術を授け、かつ軍人精神を鍛錬することである。教育実施においては、その素質に鑑み特に軍事識能の養成に務めるとともに実務的訓練を必要とする。教育科目は次のとおり。
軍事諸学科
1.作戦給養　2.経理（一般経理・被服経理・糧秣経理・営繕経理・兵器経理）3.戦術　4.軍事学　5.軍制　6.軍陣衛生学
一般諸学科
1.建築学
訓育
1.精神訓話　2.服務提要　3.術科（教練・剣術・馬術）
その他
1.特別講義　2.野外作業　3.見学
- 丁種学生教育

丁種学生教育の目的は経理部士官として必要な学術を授け、かつ軍人精神を鍛錬することである。教育実施においては、徳性の涵養、品性の陶冶に努めるとともに実務に必要な技能を養成する。教育科目は次のとおり。
軍事諸学科
1.作戦給養　2.経理（一般経理・被服経理・糧秣経理・営繕経理・兵器経理）3.戦術　4.軍事学　5.軍制　6.軍陣衛生学
一般諸学科
1.法律学　2.財政および経済学　3.統計学　4.建築学　5.外国語学
訓育
1.精神訓話　2.服務提要　3.術科（教練・剣術・馬術）
その他
1.野外作業　2.見学
- 予科生徒教育

予科生徒教育の目的は将校としての徳性を涵養し、かつ経理部士官候補生として必要な普通学科を習得させ、あわせて軍人として初歩の教育をすることである。教育実施においては軍隊での兵教育に準じながらも生徒の心身状態を顧慮し、漸次薫化に努める。
学科
1.修身　2.国語および漢文（国語・漢文・作文）3.外国語（英・仏・独・露・中より選択）4.歴史（本邦史・東洋史および西洋史）5.数学（三角法・幾何・幾何および微積分・代数および微積分）6.物理　7．化学　8.地理　9.哲学概論　10.論理学　11.法学通論　12.経済学　13.軍陣衛生学　14.図画
術科
1.教練　2.剣術　3.体操　4.馬術　5.柔道　6.野営　7.遊泳および漕舟
訓育
1.精神訓話　2.内務省指導および検査　3.見学
- 本科生徒教育

本科生徒教育の目的は経理部士官候補生に軍人精神を鍛錬し将校としての徳性を向上させるとともに経理部士官として必要な学術を修得させることである。教育実施においては在隊間の教育と連携し特に軍事職能の増進をはかり、将来の修習研鑽のため確実な基礎を与えることえお必要とする。教育科目は次のとおり。
軍事諸学科
1.作戦給養　2.経理（一般経理・被服経理・糧秣経理・営繕経理・兵器経理）3.戦術　4.軍事学（兵器・築城・交通・航空学・測図）5.軍制　6.戦史および給養史（戦史・給養史）
一般諸学科
1.憲法および行政法　2.国際法　3.民法および民事訴訟法　4.商法　5.財政学　6.経済政策　7.商業学　8.会計学および簿記　9.統計学　10.建築学　11.外国語学
訓育
1.精神訓話　2.野営演習　3.満鮮旅行　4.終日教練　5.服務提要　6.軍隊教育令　7.典令範　8.馬学　9.校内教練　10.武技（剣術・体操・馬術）11.内務指導および検査

### 幹部候補生の教育内容
幹部候補生の教育を陸軍経理学校で行ったのは1938年（昭和13年）1月以降である。同年4月、経理部幹部候補生教則が制定され、同年9月には陸軍経理学校経理部幹部候補生教則が制定された。経理部幹部候補生は陸軍入隊前に卒業した学校の学科によって、主計幹部候補生、建築幹部候補生、衣糧幹部候補生の三種に区分された。
教育は、その期間を前期、中期、後期に分け、さらに中期は第1期から第4期まで細分される。前期修了後に幹部候補生は予備役将校となる甲種と予備役下士官となる乙種に区分され、陸軍経理学校には経理部甲種幹部候補生（主計・建築・衣糧）のみが入校し、中期第2期および中期第3期の間の教育を受ける（1938年9月時点）。
- 幹部候補生教育

経理部幹部候補生教育の目的は、堅確な志操と高潔な品性を陶冶し幹部となる人格を養成し、かつ戦時における経理部初級将校に必要な能力を具備させることである。定められた教育科目は次のとおり。
学科
1.経理（金銭経理・被服経理・糧秣経理・営繕経理）2.作戦給養　3.戦術　4.軍制　5.軍事学　軍需品学
術科
1.経理実習　2.各個教練　3.射撃予行練習　4.敬礼　5.中隊教練　6.作業　7.陣中勤務　8.射撃　9.武技（剣術・体操）
訓育
1.精神訓話　2.服務提要　3.校内教練　4.内務指導および検査
その他
1.特別講話　2.野外作業　3.野営演習　4.終日教練　5.見学

## 各地の“陸軍経理学校”
1937年（昭和12年）7月に始まった日中戦争から1941年（昭和16年）12月開戦の太平洋戦争へと続く戦時下で大量に必要とされた陸軍の下級将校は、その大部分を主として甲種幹部候補生から補充していた。そのため幹部候補生の人員数は士官候補生その他と比較して圧倒的に多く、陸軍経理学校での集合教育を原則としていた経理部甲種幹部候補生であっても、とくに外地の部隊からは遠方の東京へ派遣することなく各地に幹部候補生隊を組織して集合教育を行った。これらを新京陸軍経理学校、北京陸軍経理学校、南京陸軍経理学校、昭南陸軍経理学校等と表現する場合があるが、あくまでも通称にすぎず勅令で定められた陸軍経理学校は東京の一校しか存在しない。
新京陸軍経理学校と通称されるのは正確には1940年（昭和15年）7月、満州国新京特別市に置かれた「関東軍経理部下士官候補者隊」（満州815部隊、または徳13923部隊）で、下士官候補者だけでなく関東軍隷下部隊からの経理部甲種幹部候補生も集合させて教育を開始したものである。名称と被教育者に齟齬があった同部隊は1943年（昭和18年）8月、「関東軍経理部幹部教育隊」と改称改編した。部隊の所在地は新京市児玉公園、のちに新京郊外の緑園に移転した。
北京陸軍経理学校は北支那方面軍経理部の下士官候補者隊（北支甲1871部隊）であり、南京陸軍経理学校は中支那方面軍主計下士官候補者隊（通称「成賢部隊」）、昭南陸軍経理学校は当時昭南特別市と日本が呼んだシンガポールに置かれた同様の部隊である。

## 歴代校長

### 陸軍軍吏学舎長
- 川口武定 二等監督[109]：1886年（明治19年）8月7日 - 1889年（明治22年）3月4日
- 吉沢直行 一等監督：1889年（明治22年）3月4日 - 1889年（明治22年）10月7日
- 清水光儀 一等監督：1889年（明治22年）10月7日 - 1889年（明治22年）12月5日
- 間宮四郎 一等監督：1889年（明治22年）12月5日 - 1890年（明治23年）11月4日

### 陸軍経理学校長
- 川口武定 一等監督：1890年（明治23年）11月4日 - 1891年（明治24年）5月30日
- 広虎一 二等監督：1891年（明治24年）6月1日[* 45] - 1894年（明治27年）9月27日
- 島時中 三等監督：1894年（明治27年）9月27日 - 1895年（明治28年）6月10日　※校長代理を経て校長事務取扱[110]
- 藤村盛義 三等監督：1895年（明治28年）6月10日 - 1895年（明治28年）8月17日　※校長代理[111]
- 坂田厳三 二等監督：1895年（明治28年）8月17日 - 1896年（明治29年）4月24日
- 遠藤慎司 二等監督：1896年（明治29年）4月24日 - 1898年（明治31年）12月2日
- 坂田厳三 一等監督：1898年（明治31年）12月2日 - 1899年（明治32年）10月4日
- 広虎一 一等監督：1899年（明治32年）10月4日 - 1900年（明治33年）9月1日
- 藤村盛義 二等監督：1900年（明治33年）9月1日 - 1901年（明治34年）2月1日
- 遠藤慎司 一等監督：1901年（明治34年）2月1日 - 1903年（明治36年）5月1日
- 辻村楠造 一等監督：1903年（明治36年）5月1日 - 1903年（明治36年）11月30日
- 隈徳三 二等主計正：1903年（明治36年）11月30日 - 1904年（明治37年）3月9日　※校長事務取扱[* 46][112]
- 藤村盛義 一等主計正：1904年（明治37年）3月9日 - 1904年（明治37年）5月4日　※校長事務取扱[113]
- 内海春震 一等主計正：1904年（明治37年）5月4日 - 1905年（明治38年）4月3日　※校長事務取扱[113]
- 大野賢一郎 一等主計正：1905年（明治38年）4月3日 - 1909年（明治42年）8月12日[114]
- 高山嵩 二等主計正：1909年（明治42年）8月12日 - 1910年（明治43年）11月30日
- 田中政明 一等主計正：1910年（明治43年）11月30日 - 1912年（大正元年）9月28日
- 木村重行 一等主計正：1912年（大正元年）9月28日 - 1919年（大正8年）4月23日
- 広瀬正徳 主計監：1919年（大正8年）4月23日 - 1923年（大正12年）5月5日
- 三井清一郎 主計監：1923年（大正12年）5月5日 - 1923年（大正12年）10月10日
- 木村茂 主計総監：1923年（大正12年）10月10日 - 1926年（大正15年）3月2日
- 佐野会輔 主計監：1926年（大正15年）3月2日 - 1930年（昭和5年）12月22日
- 小野寺長治郎 主計監：1930年（昭和5年）12月22日 - 1931年（昭和6年）10月1日[* 47]
- 横田章 主計監：1931年（昭和6年）10月1日 - 1934年（昭和9年）6月28日
- 平手勘次郎 主計総監：1934年（昭和9年）6月28日 - 1935年（昭和10年）3月15日[* 48]
- 石川半三郎 主計少将：1935年（昭和10年）3月15日 - 1937年（昭和12年）8月2日
- 大内球三郎 主計少将：1937年（昭和12年）8月2日 - 1939年（昭和14年）8月1日
- 大城戸仁輔 主計中将：1939年（昭和14年）8月1日 - 1941年（昭和16年）11月30日
- 迫栄吉 主計中将：1941年（昭和16年）12月1日 - 1945年（昭和20年）4月6日
- 森田親三 主計中将：1945年（昭和20年）4月7日 -1945年（昭和20年）7月4日
- 古野好武 主計中将：1945年（昭和20年）7月5日 -

## 候補生卒業者
陸軍経理学校卒業者のうち主計候補生と経理部士官候補生のみ各期の卒業者数と、著名な卒業者を以下に記す。一覧中の階級は各人の最終階級である。

### 主計候補生
- 第1期主計候補生　1905年（明治38年）9月1日入校 - 1907年（明治40年）5月24日卒業、76名
主計中将 石川半三郎（優等卒業）　主計中将 鈴木熊太郎（優等卒業）　主計中将 矢部潤二　主計少将 秋沢穂
- 第2期主計候補生　1906年（明治39年）9月1日入校 - 1908年（明治41年）5月20日卒業、76名[116]
主計中将 鹿野澄（優等卒業）　主計中将 古野好武（優等卒業）　主計中将 大内球三郎　主計中将 山本昇[117][118]
- 第3期主計候補生　1907年（明治40年）9月1日入校 - 1909年（明治42年）5月24日卒業、38名
主計中将 山本瑛一　主計中将 大城戸仁輔　主計中将 市川乙　主計少将 桂巽（優等卒業）
- 第4期主計候補生　1908年（明治41年）9月1日入校 - 1910年（明治43年）5月24日卒業、59名
主計中将 迫栄吉　主計中将 西原貢　主計少将 青木諭吉[118]
- 第5期主計候補生　1909年（明治42年）9月1日入校 - 1911年（明治44年）5月16日卒業、55名
主計中将 栗原保正　主計中将 清水菊三　主計中将 前川敬悦　主計少将 谷端直[119]
- 第6期主計候補生　1910年（明治43年）9月1日入校 - 1912年（明治45年）5月18日卒業、56名[* 49]
主計中将 大塚彪雄（優等卒業）　主計中将 森武夫[120][121]　主計中将 佐藤勇助[122]

- 第7期主計候補生　1911年（明治44年）9月1日入校 - 1913年（大正2年）5月19日卒業、44名
主計中将 多田勉吉（優等卒業）　主計中将 和住吉三郎[123]
- 第8期主計候補生　1912年（大正元年）9月1日入校 - 1914年（大正3年）5月21日卒業、52名
主計中将 矢代藤一[124]　主計中将 吉野繁[124]　主計少将 明石猛繁（戦病死）
- 第9期主計候補生　1913年（大正2年）9月1日入校 - 1915年（大正4年）5月19日卒業、55名
主計中将 森田親三（優等卒業）　主計中将 井上議作（優等卒業、榎尾議作名義）[125]　主計中将 市村善蔵[124]　主計少将 山本省三[124]　主計少将 生地竹之助[124]
- 第10期主計候補生　1914年（大正3年）9月1日入校 - 1916年（大正5年）5月20日卒業、48名
主計少将 滝川保之助（優等卒業）　主計少将 藤原藤治郎（優等卒業）[126]　主計少将 木村陽治郎[127]}　主計少将 太田輝[127]}
- 第11期主計候補生　1915年（大正4年）9月1日入校 - 1917年（大正6年）5月18日卒業、42名
主計少将 池本信巳（優等卒業）[127]　主計少将 住谷悌[128]
- 第12期主計候補生　1916年（大正5年）9月1日入校 - 1918年（大正7年）5月20日卒業、50名
主計少将 川島四郎　主計少将 松本健一[129]　主計大佐 新庄健吉[130]
- 第13期主計候補生　1916年（大正6年）9月1日入校 - 1919年（大正8年）5月13日卒業、49名
主計少将 岡田酉次[131]
- 第14期主計候補生　1917年（大正7年）9月1日入校 - 1920年（大正9年）5月20日卒業、65名
主計少将 遠藤武勝　主計大佐 秋丸次朗[132]
- 第15期主計候補生　1918年（大正8年）9月1日入校 - 1921年（大正10年）5月2日卒業、64名
主計少将 東福清次郎　主計大佐 阿久津正蔵（優等卒業）[133]
- 第16期主計候補生　1919年（大正9年）9月1日入校 - 1922年（大正11年）5月1日卒業、77名
主計大佐 吉川仲三郎（黒崎仲三郎名義）[134]

### 経理部士官候補生
- 第1期経理部士官候補生　1936年（昭和11年）4月4日予科入校 - 1939年（昭和14年）9月23日本科卒業、26名
辻清明（政治学者）　鹿内信隆
- 第2期経理部士官候補生　1937年（昭和12年）4月1日予科入校 - 1940年（昭和15年）7月13日本科卒業、59名
- 第3期経理部士官候補生　1938年（昭和13年）2月10日予科入校 - 1941年（昭和16年）3月15日本科卒業、77名
- 第4期経理部士官候補生　1938年（昭和13年）12月1日予科入校 - 1942年（昭和17年）3月14日本科卒業、93名
- 第5期経理部士官候補生　1939年（昭和14年）12月1日予科入校 - 1943年（昭和18年）3月20日本科卒業、115名
主計少佐 廣田和民
- 第6期経理部士官候補生　1941年（昭和16年）4月1日予科入校 - 1944年（昭和19年）4月19日本科卒業、147名
- 第7期経理部士官候補生　1942年（昭和17年）4月1日予科入校 - 1945年（昭和20年）6月16日本科卒業、152名